# Zdzisław Łapiński (historyk literatury)
Zdzisław Łapiński (ur. 30 listopada 1930 w Wilnie) – polski historyk i teoretyk literatury, w latach PRL uczestnik inicjatyw niezależnych.

## Życiorys
W 1955 ukończył studia polonistyczne na Katolickim Uniwersytecie Lubelskim, po ukończeniu studiów pracował jako bibliotekarz, w latach 1963-1971 był pracownikiem naukowym Uniwersytetu Warszawskiego. W 1971 obronił pracę doktorską. Od 1971 pracował w Instytucie Badań Literackich PAN. W styczniu 1976 roku podpisała list protestacyjny do Komisji Nadzwyczajnej Sejmu PRL przeciwko zmianom w Konstytucji Polskiej Rzeczypospolitej Ludowej, od 1979 był wykładowcą, a od 1980 członkiem Towarzystwa Kursów Naukowych. 20 sierpnia 1980 roku podpisał apel 64 uczonych, pisarzy i publicystów do władz komunistycznych o podjęcie dialogu ze strajkującymi robotnikami. W 1983 habilitował się. W tym samym roku należał do założycieli pisma "Studia Norwidiana" i był członkiem jego redakcji. W 1990 został członkiem redakcji pisma "Teksty Drugie". W 1992 otrzymał tytuł profesorski. Od 1993 był członkiem Komitetu Nauk o Literaturze Polskiej Akademii Nauk.
Jest członkiem Stowarzyszenia Pisarzy Polskich.

## Twórczość
- Norwid (1971)
- Między polityką a metafizyką (o poezji Czesława Miłosza) (1980)
- Ja, Ferdydurke; Gombrowicza świat interakcji (1985)
- Jak współżyć z socrealizmem: szkice nie na temat (1988)
- Ja, Ferdydurke (1997)
- Słownik realizmu socjalistycznego (2004) - redaktor razem z Wojciechem Tomasikiem